# Матковський Семен Олексійович
Матковський Семен Олексійович — визначний практик і науковець у галузі статистики, кандидат економічних наук (1993), професор (2002), заслужений економіст України (2002).

## Біографія
Народився 12 лютого 1947 року у селі Козарі Рогатинського району Івано-Франківської області, українець. В 1964 році закінчив 11 класів Букачівської середньої школи. У 1964−1969 роках навчався у Львівському державному університеті імені Івана Франка на механіко-математичному факультеті за спеціальністю «Математика, обчислювальна математика», отримав кваліфікацію «Математик-обчислювач».

## Трудова діяльність
Після закінчення навчання у Львівському державному університеті імені Івана Франка у 1969 році Матковського С. О. скерували на роботу у Львівське обласне управління статистики. Там він працював на посаді інженера, старшого інженера, старшого інженера-математика-програміста відділу алгоритмізації і програмування статистичних задач Обчислювального центру Статистичного управління Львівської області, з 1976 року — заступник завідувача відділу, з 1977 року — заступник начальника обчислювального центру з перепису населення, у 1978—1987 рр. — начальник Обчислювального центру, а з 1987 року — перший заступник начальника. У 1992 році призначений начальником Львівського обласного управління статистики, у 2004 році — начальником Головного управління статистики у Львівській області і перебував на цій посаді до виходу на пенсію державного службовця (2012 рік). Під його керівництвом відбувався Перший Всеукраїнський перепис населення у Львівській області (2001 рік). З 2012 року — завідувач кафедри статистики Львівського національного університету імені Івана Франка на постійній основі. Матковському С. О. присвоєно 7 ранг державного службовця. Радник Голови Держкомстату України.

## Освітньо-наукова діяльність
З 1982 року за сумісництвом працює у Львівському державному університеті імені Івана Франка на посадах старшого викладача кафедри механізованої обробки економічної інформації (1982—1993 рр.), доцента кафедри економічної інформатики і АСУ (1993—1995 рр.), доцента кафедри фінансів, кредиту та статистики (1995—1998 рр.). Особисто ініціював створення кафедри статистики (1998 р.), був і є дотепер завідувачем кафедри статистики. Кандидат економічних наук з 1993 року. Захистив кандидатську дисертацію на тему «Методи оцінки ефективності розвитку виробничо-господарського комплексу області». У 1994 році Матковському С. О. присвоєно вчене звання доцента кафедри економічної інформатики та АСУ, а в 2002 році — вчене звання професора кафедри статистики.
Матковський С. О. має фундаментальні знання з теоретичних основ статистики, сучасних інформаційних технологій та великий досвід практичної роботи. Бере активну участь у впровадженні нових методів досліджень і міжнародних стандартів у статистичну практику. У межах науково–інформаційної діяльності кафедри організовує та здійснює керівництво побудовою інформаційної статистичної бази даних «Інфостат». Був головним координатором розробки електронної версії банку даних таких статистичних інформаційних підсистем як «Всеукраїнський перепис», «Статистика населення України», «Паспорт регіону», «Регіональна статистика», «Банк даних статистики Львівщини».
Численні статистичні видання та аналітичні матеріали, виконані під керівництвом науковця, були основою формування стратегій та програм соціально-економічного розвитку Львівської області, роботи колегії обласної державної адміністрації та інформаційно-аналітичною базою для прийняття управлінських рішень.
Керівник наукової теми кафедри № 0116U001642 «Методологія формування та використання статистичної бази даних та метаданих у регіональному управлінні», яка виконується в межах робочого часу викладачів кафедри. Бере участь у виконанні науково-дослідної теми «Механізми регулювання міграції в умовах трансформації регіональних ринків праці» та у виконанні науково-дослідної госпдоговірної теми «Проведення аналітичного дослідження з визначення динаміки та структури незайнятого економічно активного населення Львівської області».

## Співпраця і громадська робота
Матковський С. О. — член низки комісій та міжвідомчих груп, сформованих при обласній державній адміністрації, часто бере участь у їхній роботі. Займає активну позицію у вирішенні проблем розвитку методології статистики в Україні та впровадженні новітніх інформаційних технологій. Під його керівництвом в області апробовано велику кількість пілотних проектів. Ініціатор створення Ради керівників територіальних органів статистики, її перший керівник.
Член редколегії наукових журналів: «Статистика України», «Wiadomosci Statystyczne» GUS: PTS, Польща, «Барометр економічний» (часопис Вищої школи управління адміністрації в Замості), наукового вісника Львівського національного університету ветеринарної медицини та біотехнологій імені С. З. Ґжицького, наукового вісника Львівського національного університету імені Івана Франка, член науково-методичної комісії з економіки та підприємництва Міністерства освіти і науки України (секція статистики).
Радник Голови Держстату України, член Колегії Головного управління статистики у Львівській області, член комісії Львівської ОДА з питань нагород, член Президії правління Української спілки економістів, Голова Львівської обласної спілки економістів, голова наукового інформаційно-статистичного транскордонного кластеру "Інфостат «Україна — Польща».
Обізнаний з досягненнями міжнародної статистики, співпрацює зі статистичними службами інших країн. Разом із польськими статистиками співавтор низки видань з українсько-польського транскордонного співробітництва. Активно співпрацює з закордонними установами: економічним факультетом Ряшівського університету Польщі, Центром статистичних досліджень і освіти Головного управління статистики у м. Варшава, Управліннями статистики у містах Ряшів, Люблін, Вроцлав (Польща), Вищою школою управління та адміністрації у м. Замосць, Державною вищою техніко-економічної школою імені Броніслава Маркевича в м. Ярослав; Центральним статистичним бюро Швеції та Статистичним офісом Данії.

## Наукові праці
Матковський С. О. — автор понад 220 наукових праць.
У тому числі:
Монографії:
- Стратегія розвитку Львівської області до 2015 року. Економіка. Суспільство. Середовище. Моніторинг. Випуск 1-14. [колективна монографія] / С. О. Матковський у співавторстві. — Львів: Львівська ОДА, Головне управління статистики у Львівській області.— укр.
- Інвестиційний клімат Львівської області: науково-аналітичне видання / наук. ред. С. О. Матковський. — Львів: ЛНУ імені Івана Франка, 2014. — 206 с. — ISBN 978-966-02-7311-5.— укр.
- Інвестиційна ситуація на Львівщині. Львівська обласна спілка економістів. За загальним керівництвом і науковою редакцією С. О. Матковського. — Львів: ГУСуЛО, 2012.— укр.
- Концептуальні засади розвитку регіональної статистики в Україні. Регіональна політика та механізми її реалізації. — Львів, «Наукова думка», 2003.— укр.

Навчальні посібники:
- Бізнес-статистика Львів: ЛНУ імені Івана Франка, 2016.— укр.
- Методологія наукових досліджень у статистиці. Львів: ЛНУ імені Івана Франка, 2015. -378 с. — ISBN 978-617-10-0227-2.— укр.
- Статистика підприємств: 2-е вид., доповн. і перероб./ Матковський С. О., Гринькевич О. С., Сорочак О. З. та ін. ; за ред. С. О. Матковського. — Львів: АЛЕРТА, 2013. — 560 с.— укр.
- Статистика. Львів: Видавничий центр ЛНУ ім. Івана Франка, 2010.— укр.
- Теорія статистики: Навч. посіб. — 2-ге вид., стер. / Матковський С. О., Марець О. Р. — К.: Зання, 2010. — 534 с.— укр.[2]
- Практикум з навчальної дисципліни «Статистика»: Навчальний посібник / Матковський С. О., Вдовін М. Л., Гринькевич О. С., Лутчин Н. П., Марець О. Р., Панчишин Т. В., Гіщак Т. Р. — Львів: ЛНУ імені Івана Франка, економічний факультет, 2009. — 216 c.— укр.
- Статистика. Львів: Новий Світ, 2008.— укр.
- Статистика підприємств: Навчальний посібник / За ред. С. О. Матковського. — Львів: Світ, 2007. — 440 с. — ISBN 978-966-603-548-9.— укр.
- Основи статистики підприємств. Львів: ЛІ МАУП, 2005— укр.
- Статистика: засоби діагностики знань: навч. посіб. / [ Матковський С. О., Вдовин М. Л., Гринькевич О. С. та ін. ]; за ред. С. О. Матковського. — Львів: Новий Світ-2000, 2012. — 260 с.— укр.

## Відзнаки та нагороди
- Медаль «За трудову доблесть» (1986).
- Почесна грамота ЦСУ СРСР І ЦК профспілок працівників державних установ (1983, 1986).
- Значок «Відмінник статистики» (1988).
- Почесна грамота Державного комітету статистики України (1997).
- Подяка Кабінету Міністрів України за вагомий особистий вклад у підготовку та проведення Всеукраїнського перепису населення (2003).
- Почесне звання «Заслужений економіст України» (2004).
- Відзнака Гонорова «За заслуги для статистики Республіки Польщі» (2006).
- Почесна грамота Кабінету Міністрів України «За вагомий особистий внесок у забезпеченні реалізації державної політики в галузі статистики» (2007).
- Почесна грамота Голови Львівської ОДА (2007).
- Ексклюзивний годинник «Від голови ОДА» (2007).
- Нагрудний знак «За сумлінну працю в органах державної статистики» ІІІ ступеня (2008).
- Нагрудний знак «Почесний працівник статистики України» (2012).